# Вальдемар Матушка
Вальдемар Матушка (словац. Waldemar Matuška; *2 липня 1932, Кошиці, Словаччина — †30 травня 2009, Маямі, Флорида, США) — словацький співак, музикант і артист.
Один з найпопулярніших співаків Словаччини 1960-1970-х. Двічі (у 1962 і 1967) посідав перші місця в щорічному національному музичному конкурсі «Золотий соловей».

## Біографія
Народився в сім'ї солістки Віденського театру оперети Віти Малинової. Дитинство провів у Празі, жив у Німеччині. Навчався на склодува в Подєбрадах.
Прекрасний музикант. Грав на гітарі, бас-гітарі, банджо. Пісенний дебют Матушки відбувся в 1957 році виконанням пісні «Сувенір». Отримав велику популярність, завдяки тому, що одним з перших на чеській естраді став виконувати пісні в стилі кантрі.
З 1961 — актор театру «Семафор». Виступав у празькому театрі «Рококо».
З успіхом виступав на естраді в дуетах зі співаками Карелом Штедрим, Євою Піларовою, Геленою Вондрачковою, Їржі Сухим, Їткою Зеленковою, Карелом Готтом.
У 1976 одружився зі співачкою Ольгою Блеховою, співпрацював з групою «Kamarádi táborových ohňů». Гастролював за кордоном.
У кращі роки своєї творчості Вальдемар Матушка був єдиним справжнім і гідним конкурентом Карела Готта на чеській музичній сцені. На відміну від Готта, кар'єра Матушки в 1970-х і 1980-х поступово занепадала. Майже всі свої хіти він записав ще в 1960-х.
1986 співак шокував всю Чехословаччину: один з найпопулярніших артистів країни емігрував до США. Комуністична влада ЧССР зробила все, щоб ім'я і всі його пісні зникли на кілька років з ефіру, ім'я співака було виключено з фільмів, в яких він знімався і співав пісні. Матушці було заборонено виступати з концертами в Чехословаччині.
1989 почав з'являтися на ТБ, виступати на естраді.
Впродовж останнього десятиріччя жив в Сент-Пітерсберг, в США.
Помер в США від запалення легенів і серцевої недостатності. Прах співака був перевезений до Чехії і похований в Празі на Вишеградському цвинтарі.

## Творчість
Перший альбом випустив у 1965 році. Дискографія Вальдемара Матушки складається з 50 альбомів, останній з яких вийшов у 2007 році.

## Популярні хіти
- «Tereza»
- «Jó, třešně zrály»
- «Ach, ta láska nebeská»
- «To se nikdo nedoví»
- «Růže z Texasu»
- «Slavíci z Madridu»
- «Sbohem, lásko»
- «Písnička pro Zuzanu»
- «Když máš v chalupě orchestrion»
- «Jen se přiznej, že ti scházim»
- «Když jdou na mužskýho léta»
- «Mám malý stan»

## CD-альбоми
- Zpívá Waldemar Matuška — 1965
- Waldemar Matuška — 1968
- Osm lásek Waldemara Matušky — 1968, перевидання 1999
- Johoho — 1971, перевидання 1974, на CD 1997
- Lidové písně z celého světa — 1972, перевидання 1996
- Láska nebeská (s Evou Pilarovou) — 1973, перевидання 1997
- Kluci do nepohody — 1976, перевидання 2000
- Co děláš, to dělej rád — 1977
- Suvenýr — 1980, перевидання 2001
- Waldemar — 1983
- The Country Door Is Always Open — 1985
- Waldemar Matuška (1966—1971) — 1990
- Co neodnesl čas — 1991
- Nebeskej kovboj — 1996
- Sbohem lásko — 1996
- Jsem svým pánem — 1997
- Waldemar Matuška a jeho 23 suvenýrů — 1997
- To všechno odnes čas — 1998
- Niagára — 1999
- Síň slávy — 1999
- Portrét hvězd — Waldemar Matuška — 2000
- S čertem si hrát — 2000
- To nejlepší — 2000
- Co neodnesl čas (Největší TV hity) — 2002
- Slavík z Madridu (Největší hity) — 2007